# Caseros (Buenos Aires)
Caseros é uma cidade da Argentina, localizada na província de Buenos Aires, localizado na área metropolitana de Gran Buenos Aires. A cidade fica no local em que ocorreu a Batalha de Monte Caseros, vencida pelo Brasil, e que tirou Juan Manuel Rosas do poder.